# Gołogóra (województwo zachodniopomorskie)
Gołogóra (dawniej:niem. Breitenberg) – wieś w Polsce położona w województwie zachodniopomorskim, w powiecie koszalińskim, w gminie Polanów.
Wieś jest siedzibą sołectwa Gołogóra w którego skład wchodzą również miejscowości Dalimierz, Gosław, Bagnica, Chróstowo, Czyżewo, Gostkowo, Kępiec, Kopaniec, Lipki, Małomierz, Pieczyska, Racław i Stare Wiatrowo.
W skład Gołogóry wchodzi dawniej samodzielna wieś Głogowiec.
W latach 1975–1998 wieś położona była w województwie koszalińskim.

## Położenie wsi
Od drogi wojewódzkiej nr 205 (Darłowo-Sławno-Polanów-Bobolice), na granicy gmin Polanów i Bobolice - 3 km na wschód zygzakiem pod wysoką górę ciągnie się asfaltowa droga prowadząca do małej wsi Gołogóra.
Wieś usytuowana jest wokół jeziora na morenowym wypiętrzeniu o wysokości ok. 252 m n.p.m. Na zabudowę wioski składa się kilkanaście domów jednorodzinnych i budynek Radiowo Telewizyjnego
Centrum Nadawczego z dwoma wysokimi masztami. Wyższy, uruchomiony 21.12.1997 r. ma wysokość ok. 250 m. Gołogóra to wieś poniemiecka, osiedlona przez Polaków po II wojnie światowej. Według danych statystycznych ze stycznia 2011 r. wieś liczyła 184 mieszkańców.